# Акула-молот карибська
Акула-молот карибська (Sphyrna media) — акула з роду акула-молот родини акули-молоти. Інші назви «карибсько-панамська акула-молот», «панамська акула-молот», «ковшеголова акула».

## Опис
Загальна довжина досягає 1,5 м. Голова помірно велика, сплощена. Має Т-подібні вирости-«молот», що є доволі вузьким у розмаху. «Молот» має слабко помітні виїмки. Ширина виростів становить 22-23% довжини усього тіла акули, у молодих особин — 33%. Форма голови лопатоподібна, нагадує ківш. Передня частина виростів опукла, задня частина — пряма. очі круглі, з мигальною перетинкою. Розташовані на торцях «молоту». Бризкальця відсутні. Носові канавки відсутні. Рот відносно великий, серпоподібний. Його ширина дорівнює 1/3 ширини голови. Зуби дрібні, гострі. У неї 5 пар зябрових щілин. Тулуб стрункий. Грудні плавці великі, довгі. Має 2 спинних плавця, з яких передній довгий й значно перевищує задній плавець. Передній спинний плавець навпроти черевних плавців. Задній спинний плавець — навпроти анального. Анальний плавець низький. Задня крайка анального плавця глибоко увігнута. Хвостовий плавець помірно великий, верхня лопать доволі довга.
Забарвлення спини сіро-коричневе, іноді з бронзовим відливом. Черево має білуватий колір.

## Спосіб життя
Тримається на глибині до 10-12 м, верхніх шарів води, у каламутній воді заток, неподалік від гирла річок, на континентальному шельфі, не віддаляються далеко від берегів. Живиться невеличкою костистою рибою, молодими акулами та скатами, кальмарами, маленькими восьминогами.
Статева зрілість настає при розмірах самиці 1-1,33 м, самця — 90 см. Це живородна акула. Народжені акуленята становлять 30-34 см.

## Розповсюдження
Мешкає в Атлантичному океані: від узбережжя Панами до Бразилії; в Тихому океані: від Каліфорнійської затоки до акваторії Еквадору та північного Перу.